# 凱夫瓦利 (內華達州)
凱夫瓦利（英語：Cave Valley）是位於美國內華達州林肯縣的鬼鎮。

## 歷史
凱夫瓦利的郵局於1926年設立，其後於1933年停運。

## 地理
凱夫瓦利所處的海拔為高於海平面1988米（即6457英呎），而該地所採用的時區為UTC-8，即太平洋时区（PST）。同時該地設有夏令時間，為UTC-8調快一小時，即UTC-7（PDT）。